# کریل سیمونوفسکی
کریل سیمونوفسکی (انگلیسی: Kiril Simonovski; ۱۹ اکتبر ۱۹۱۵ – ۱۲ ژوئن ۱۹۸۴) بازیکن فوتبال اهل یوگسلاوی بود.
از باشگاه‌هایی که در آن بازی کرده‌است می‌توان به باشگاه فوتبال واردار و باشگاه فوتبال پارتیزان اشاره کرد.
وی همچنین در تیم‌های ملی فوتبال بلغارستان و یوگسلاوی بازی کرده‌است.